# 赤目一志峡県立自然公園
赤目一志峡県立自然公園（あかめいちしきょうけんりつしぜんこうえん）は、三重県中部にある県立自然公園。雲出川と名張川の上流部にあたり、赤目四十八滝など多くの景勝地を抱える公園である。公園の総面積は22,043haで、指定面積の大半が津市（旧美杉村）に含まれる。2013年（平成25年）の公園利用者数は17万2千人。

## 沿革
1948年（昭和23年）10月14日に赤目一志峡県立自然公園として指定された。1967年（昭和42年）8月に公園の拡張が行われ、総面積22,043haとなった。1970年（昭和45年）には園内の室生火山群・高見山地・一志峡谷の中央部が室生赤目青山国定公園に移管された。室生赤目青山国定公園は、青山高原県立自然公園（現存せず）と赤目一志峡県立自然公園を再編成したものであり、国定公園に指定されなかった部分が「国定公園のバッファーゾーン」として県立自然公園として存置された。こうした現象は全国的に多くみられたものであり、1996年（平成8年）時点で存在した55国定公園のうち37国定公園がこのような都道府県立自然公園から再編成されたものであった。
名張市はエコツーリズム推進法に基づいて「名張市エコツーリズム推進全体構想」を策定し、2014年（平成26年）7月9日に環境省から認定を受けた。同構想は、名張市の観光入込客数の約9割を占め、環境負荷が高くなっている室生赤目青山国定公園と赤目一志峡県立自然公園の範囲を対象としたものである。松阪市においても、「自然保全地区」が園内に設置される予定である。

## 関係自治体
- 名張市（2,885ha）[1]
- 津市（17,544ha）[1]
  - 全域が旧美杉村[1]。
- 松阪市（1,614ha）[1]
  - うち旧松阪市が1,516ha、旧嬉野町が98ha[1]。

## 主な観光地

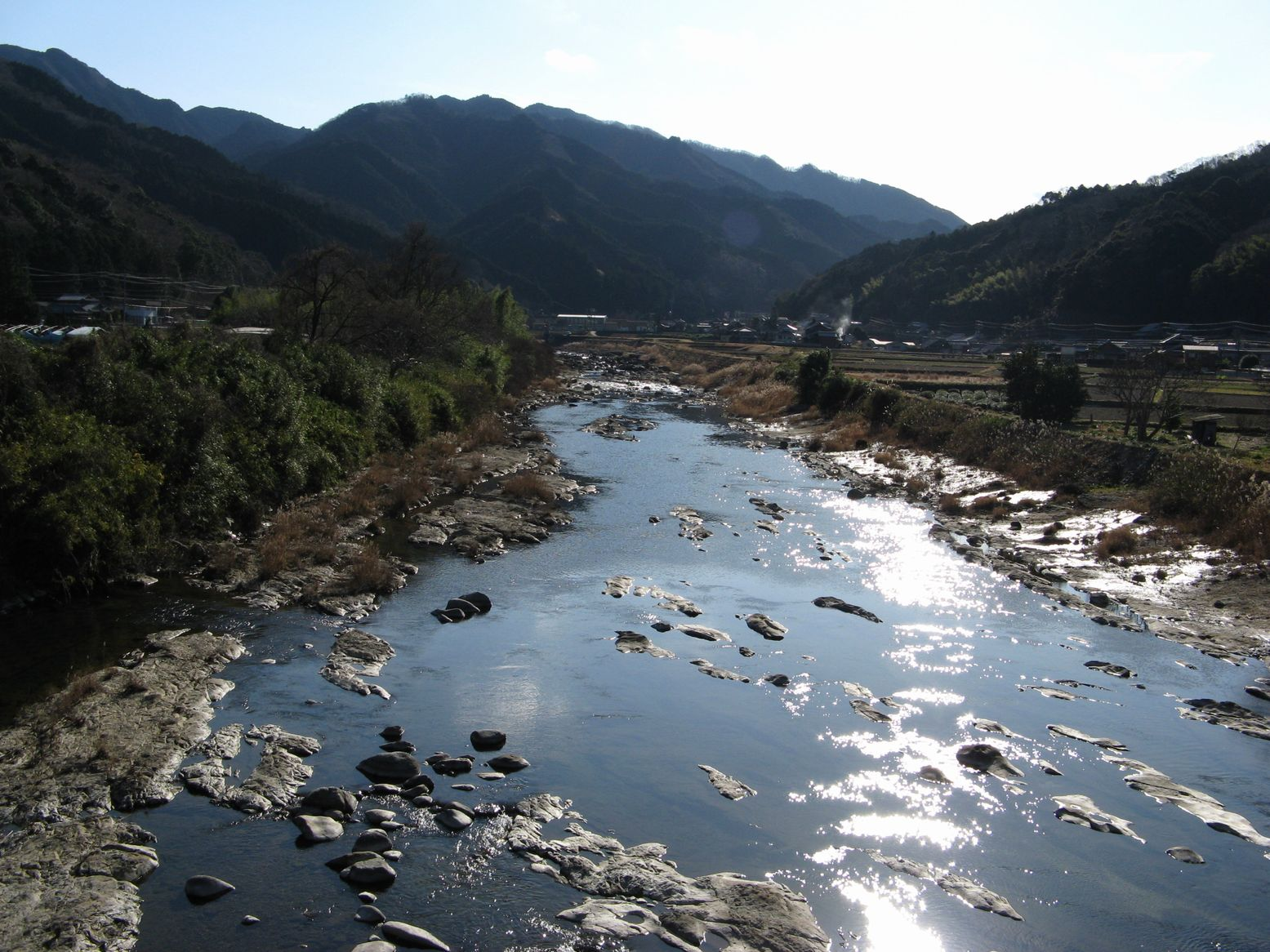
一志峡

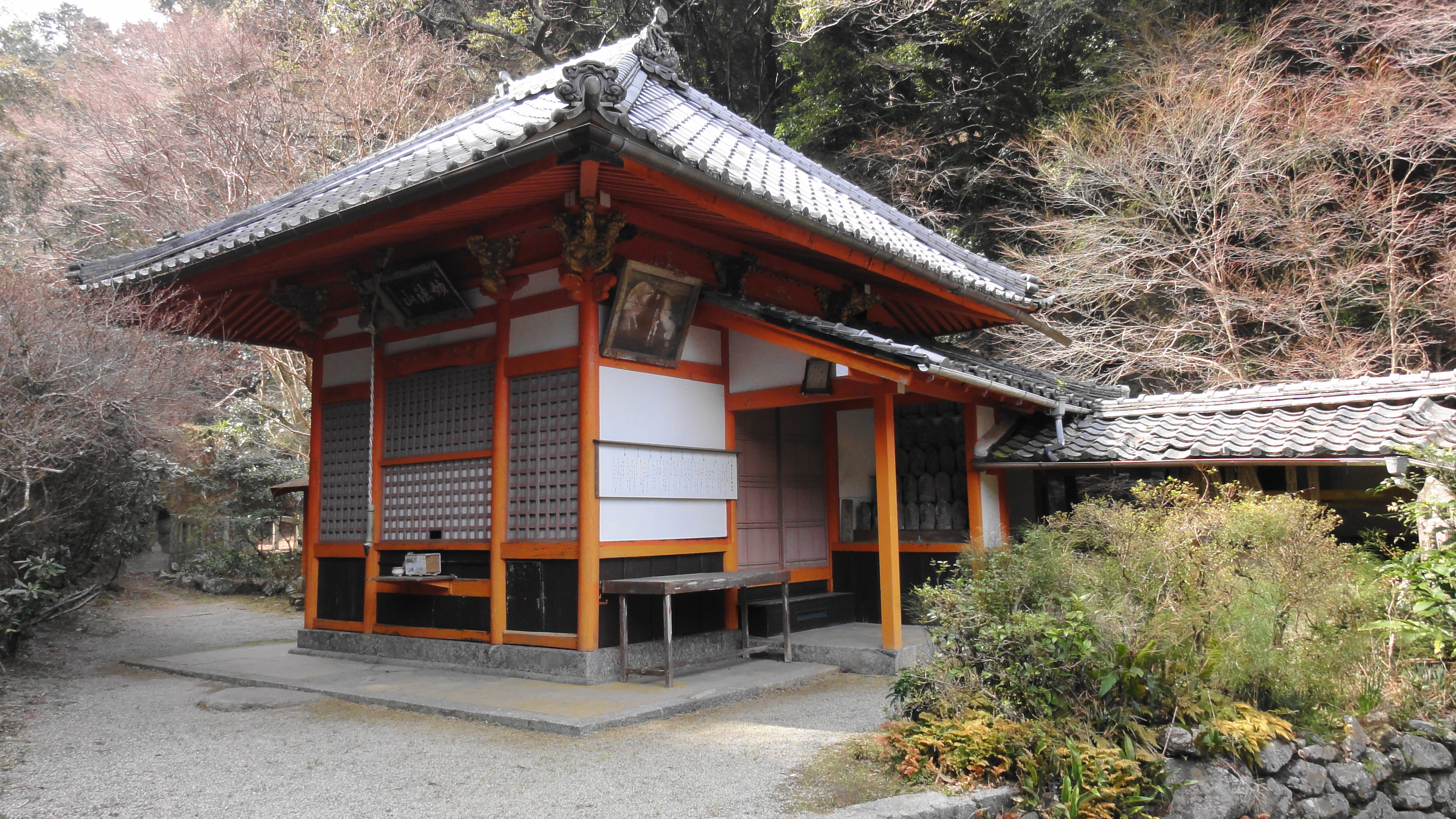
瑞巌寺

雲出川上流部（一志峡）：渓流と奇岩、周囲の森林に特色がある。アユやアマゴが生息し、渓流釣りが盛んである。またオオムラサキ、ムカシトンボ、ギフチョウなどの貴重な昆虫類の生息地でもある。
- 家城ライン：白山町家城から雲出川上流3kmの区間[1]。
- 美杉温泉[1]
- JR名松線

名張川上流部：落葉広葉樹に囲まれ、キノコ狩りが盛んである。
- 赤目四十八滝[1]
- 香落渓[1]
- 青蓮寺ダム[1]
- 日神石仏群

松阪市西部：山稜地域であり、史跡が多い。
- 堀坂山[9]
- 阿射加神社[9]
- 阿坂城（白米城）[9]
- 瑞巌寺[1]
- 伊勢山上（飯福田寺）[1]
- 伊勢本街道[9]